# 斯通芒廷 (喬治亞州)
斯通芒廷（英語：Stone Mountain）是一個位於美國喬治亞州迪卡爾布縣的城市。

## 地理
斯通芒廷的座標為33°48′19″N 84°10′17″W / 33.80528°N 84.17139°W，而該地的平均海拔高度為318米（即1043英尺）。

## 人口
根據2010年美國人口普查的數據，斯通芒廷的面積為4.20平方千米，當中陸地面積為4.20平方千米，而水域面積為0.00平方千米。當地共有人口5802人，而人口密度為每平方千米1,381人。